# Bábolna

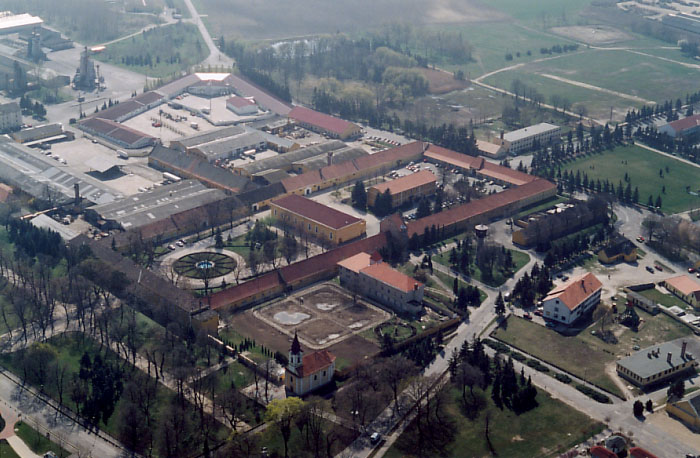
Zámek Ménesudvar

Bábolna (ukrajinsky Бабольна, Baboľna) je město v Maďarsku v župě Komárom-Esztergom, spadající pod okres Komárom. Nachází se asi 17 km jihozápadně od Komáromu. Žije zde přibližně 3 400 obyvatel. Podle údajů z roku 2011 zde byli 88,9 % Maďaři, 0,7 % Němci a po 0,2 % Romové, Slováci, Rumuni a Ukrajinci.
V blízkosti města prochází dálnice M1. Nejbližšími městy jsou Ács, Győr, Kisbér a Komárom. Blízko jsou též obce Ászár, Bana, Bársonyos, Kerékteleki, Mezőörs, Nagyigmánd a Tárkány.
U Bábolny se nachází velké množství větrných turbín. Nachází se zde taktéž zámek Ménesudvar a zoologická zahrada.
První písemná zmínka o Bábolně pochází z roku 1268. V roce 1789 zde byl založen hřebčín, který se proslavil chovem koní plemena Shagya arab. Status města získala 1. července 2003.